# Отказанный косяк

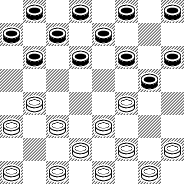
Позиция перед ключевым ходом дебюта шашкой d6 — 3… de5 или 3…dc5

Отказанный косяк — дебют в русских шашках. Табия дебюта возникает после ходов 1.cb4 fg5 2.gf4 gf6 3.bc3 de5 или dc5. После, например, 3…fe5, может возникнуть позиция из дебюта «обратный косяк»
В теории выделяют два главных варианта:
- Отказанный косяк c 3...de5 (Отказанный косяк Блиндера) 1.cb4 fg5 2.gf4 gf6 3.bc3 de5
- Отказанный косяк c 3...dc5 1.cb4 fg5 2.gf4 gf6 3.bc3 dc5